# Three Kings Islands
Die Three Kings Islands (Māori: Manawa-tawhi oder Ngā Motu Karaka, deutsch: Drei-Königs-Inseln) sind eine kleine Gruppe von 13 Inseln mit einer Gesamtfläche von 4,86 km² ungefähr 55 Kilometer nordwestlich von Cape Reinga / Te Rerenga Wairua, dem nordwestlichsten Punkt der Nordinsel Neuseelands.
Hier treffen der Pazifik und die Tasmansee
zusammen.
Die Inseln befinden sich auf einem unterseeischen Plateau, der Three Kings Bank und sind von der Nordinsel durch einen 8 km breiten und 200–300 m tiefen Graben getrennt. Deshalb und wegen ihrer Entfernung vom Festland sind sie Teil der New Zealand Offshore Islands. Sie sind daher Teil Neuseelands, nicht aber Teil einer Region Neuseelands, vielmehr sind sie ein Area Outside Territorial Authority (Gebiet außerhalb der Lokalverwaltung).
Die Inseln wurden am 6. Januar 1643 durch den holländischen Entdecker Abel Tasman benannt, drei Wochen nachdem er als erster Europäer Neuseeland entdeckte.
Tasman ankerte auf der Suche nach Trinkwasser bei den Inseln. Da es die Rauhnacht der Epiphanie war, der Tag, an dem die Heiligen Drei Könige das Christuskind besuchten, benannte er die Insel nach ihnen. Tasman benannte auch die Nordspitze der Nordinsel Cape Maria van Diemen nach der Frau von Anthony van Diemen, Generalgouverneur von Holländisch-Ostindien (heute Indonesien). Dies sind die beiden letzten geografischen Objekte, die heute noch ihren von Abel Tasman gegebenen Namen tragen.
Tasman fand die Inseln bewohnt vor, seit 1840 sind sie jedoch unbewohnt. Die Māoribevölkerung überschritt vermutlich nicht die Zahl von 100 Individuen.

## Beschreibung
Die Inseln teilen sich in zwei Untergruppen mit vier Hauptinseln und einer Zahl von kleineren Felsen auf:

### King-Gruppe
- Great Island oder King Island (Māori: Ohau oder Manawatawhi) ist mit 4,04 km² bei Weitem die größte Insel der Gruppe. Eine Halbinsel im Nordosten der Insel von etwa 1 km² Fläche ist durch einen 200 Meter breiten, aber 80 Meter hohen Isthmus zwischen der North West Bay und der South East Bay fast zerteilt. Die Insel erhebt sich im Westen bis 295 Meter Höhe, während die Spitze der Halbinsel nahe ihren westlich gelegenen Klippen bis 184 m erreicht.

Die Insel spielt eine wichtige Rolle im traditionellen Glauben der Māori, dass die Geister der toten Māori zu ihrem Heimatland Hawaiki im Pazifik zurückkehren. Bei Cape Reinga / Te Rerenga Wairua auf der Nordinsel - manchmal als die Unterwelt übersetzt - befindet sich ein knorriger Pōhutukawa-Baum, der mehr als 800 Jahre alt sein soll. Die Geister reisen zu dem Baum und an seinen Wurzeln hinab auf den Meeresgrund. Sie tauchen bei Ohau wieder auf, um Neuseeland ein letztes Lebewohl zu sagen, bevor sie nach Hawaiki gehen.
- Maratea Shoals, drei Inselchen unmittelbar vor der Südostspitze von King Island
- North East Island, etwa ein Kilometer nordöstlich von Great Island, ist 0,10 km² groß und bis 111 Meter hoch
- die Farmers Rocks, 800 m östlich von Great Island, sind fünf Meter hoch und nur einige 100 m² groß.

### Südwest-Gruppe
- South West Island, ist mit 0,38 km² die zweitgrößte der Three Kings Islands, 207 Meter hoch und liegt 4,5 Kilometer südwestlich von Great island.
- die Princes Islands, sieben kleine Inseln und zahlreiche Felsen mit einer Gesamtfläche von etwa 0,2 km², ab 600 Meter westlich von Southwest Island und erstrecken sich dann fast zwei Kilometer nach Osten. Das nordöstliche Inselchen ist mit 106 Metern das höchste.
- Lion Rock, östlich der Princes Islands, mit einem Durchmesser von 50 bis 70 Metern
- West Island ist mit 0,16 km² die drittgrößte Insel. Sie liegt 500 Meter südwestlich der westlichsten Insel der Princes Islands und ist 177 Meter hoch.

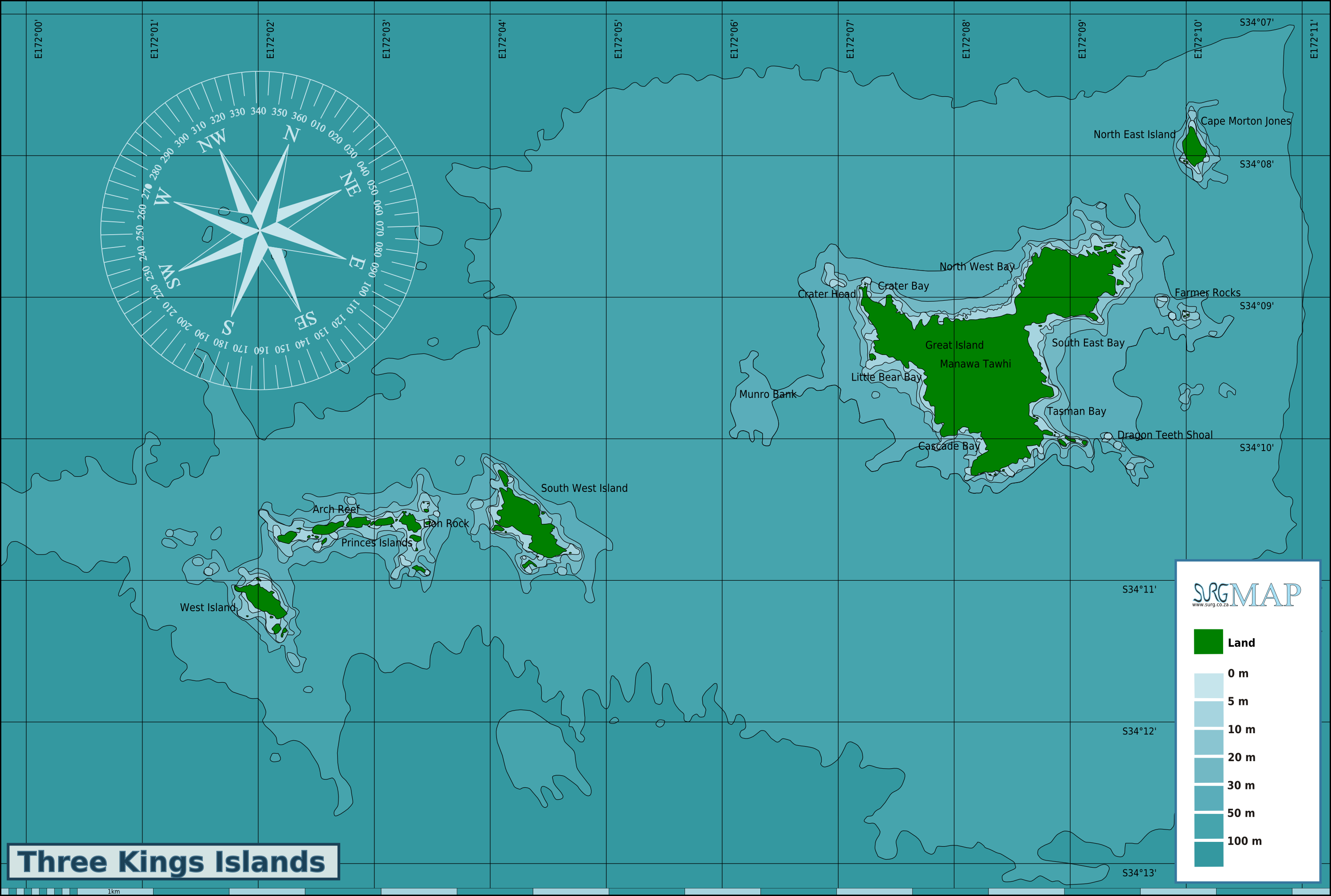
Karte der Three Kings Islands

Zusammenfassung von aus „Prehistoric Archaeological Sites on the Three Kings Islands“ von Bruce W. Hayward.

### South West Island
Die Insel South West, die etwa 28 Hektar groß und oval ist, hat eine abwechslungsreiche Vegetation, die von Flachs, einheimischen Gräsern und gelegentlichen Sträuchern dominiert wird. Umgeben von Klippen ist der größte Teil der Insel unzugänglich, außer an einigen Stellen, wo die Navigation durch die Vegetation möglich ist. Die geologische Zusammensetzung, hauptsächlich Greywacke ähnlich der von Great Island, weist eine Vielzahl von Klippenstrukturen auf. Der Aufstieg offenbart eine Vielzahl von Pflanzenarten und gipfelt auf dem Gipfel des andesitischen Lavagesteins. Die Ornithologie der Insel umfasst verschiedene Landvögel wie Wühlmäuse, Eisvögel und Sittiche sowie eine begrenzte Population von Sturmvögeln. Beobachtungen von anderen Tierarten wie Mollusken und Insekten sind dokumentiert. Obwohl es keine Beweise für eine frühere Besiedlung durch die Maori gibt, deuten historische Berichte auf die Ankunft einer Maori-Familie hin. Die Einführung von Ziegen im Jahre 1889 führte nicht dazu, dass sie auf der Insel überlebten.

### North East Island
North East Island, unerforscht und ohne bekannte frühere Landungen, wird kurz von Cheeseman beschrieben. als felsig und überstürzt, was Versuche, den Gipfel zu erreichen, entmutigte. An einem günstigen Morgen jedoch zeigte die Naherkundung von einer Yacht aus, dass der Zugang aufgrund der überhängenden Felsvorsprünge schwierig war. Erfolgreiche Landungen finden auf der Südspitze statt, die steile Klippen, Moose, Flechten, Seggen und verschiedene Pflanzenarten aufweist. Das Plateau beherbergt einen bemerkenswerten Puka-Hain, der offen und parkähnlich ist. Es wurden Anzeichen einer Maori-Besiedlung entdeckt, was darauf hindeutet, dass die Insel mindestens bis 1793 bewohnt war. Die Fauna der Insel umfasst eine begrenzte Anzahl von einheimischen Vögeln, Nester von Sturmvögeln, Stare und Amseln. Placostylus bollonsi kommt auf der gesamten Insel vor und Spuren von Maori-Terrassierungen deuten auf historische menschliche Aktivitäten hin.

### Princes Islands
Die Princes Islands, die eine Sichel zwischen den Inseln West und South West bilden, bestehen aus fünf kleinen Inseln und kleineren, isolierten Felsen. Mit steilen Klippen und einer durchschnittlichen Höhe von etwa 30 Metern beherbergen die größeren Inseln eine spärliche Vegetation, die aus Disphyma australe, Flachs, Seggen und verkümmerten Taupata besteht. Eine erfolgreiche Landung auf einer kleinen Insel zeigt eine Vielzahl von Pflanzenarten, während Vogelkolonien, vor allem Basstölpel und Möwen, beobachtet werden können. Die geologische Struktur, die als Andesit-Lava identifiziert wurde, weist auf einen anderen vulkanischen Ursprung hin als die der größeren Inseln. Die dreieckige und zerklüftete Westinsel wurde wegen ungünstiger Wetterbedingungen nicht erkundet, aber ihre Küste wird für eine mögliche Landung untersucht. Hier gibt es Büsche von Puka, Pohutukawa, Kanuka und möglicherweise Coprosma macrocarpa oder Melicope ternata. Versuche, einen Leuchtturm auf West Island zu errichten, wurden durch die Steilheit der Insel vereitelt, so dass man sich auf die Funkstation von Cape Maria stützte. Der Text endet mit einer Anerkennung der Expertise von Magnus Johnson und seinem Team im Umgang mit kleinen Booten unter schwierigen Bedingungen bei den Besuchen der Inseln.

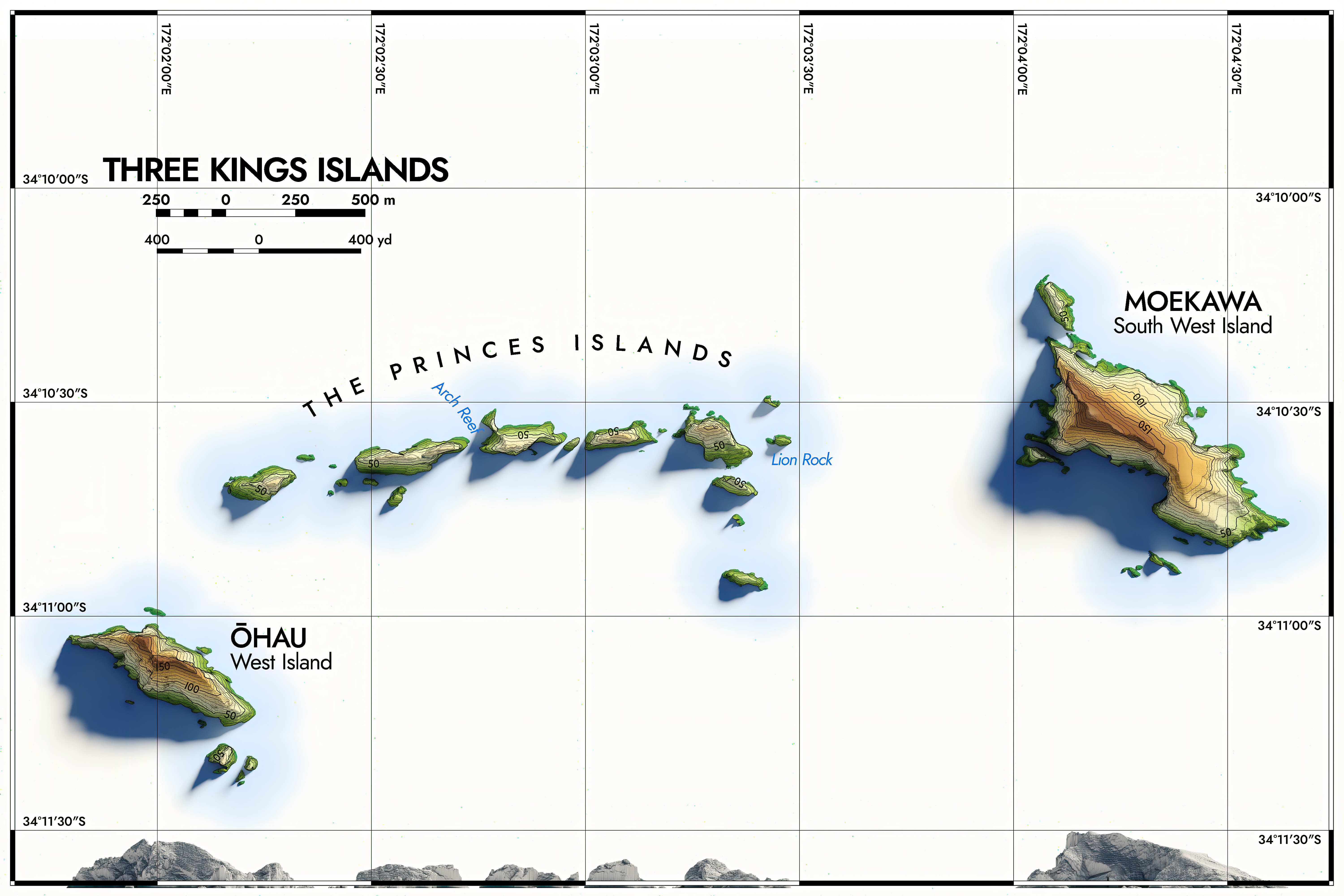
Karte der westlichen Inseln

## Archäologie und Geschichte
Die traditionelle Geschichte der prähistorischen Präsenz auf den Three Kings Islands ist von begrenzten historischen Dokumenten umgeben, die nur wenige Hinweise auf die Lebensweise und die Aktivitäten der ersten Bewohner bieten. Tom Bowline, der letzte bekannte Maori-Bewohner, berichtete, dass die Inseln einst von etwa 100 Menschen bewohnt wurden, die von Toumaramara geführt wurden. Tragischerweise wurde diese Gemeinschaft Ende des 18. Jahrhunderts von einer Gruppe von Aupouri unter der Führung von Taiakiaki angegriffen und massakriert (Cheeseman 1888).
Die europäischen Beobachtungen, die diesem unglücklichen Ereignis um mindestens ein Jahrhundert vorausgingen, geben einen Einblick in die Schwierigkeiten, denen sich die Entdecker gegenübersahen. Im Januar 1643 ankerte Abel Tasman vor den Inseln und versuchte, an Land zu gehen, aber er stieß auf die Feindseligkeit der lokalen Maori-Bevölkerung. Tasmans Tagebuch vermerkt, dass es außer Süßwasser im Tasman Valley keine Behausungen gab. Spätere europäische Besuche von Marion du Fresne 1772 und d'Entrecasteaux 1799 brachten weitere Beobachtungen über die Bewohner und die Aktivitäten auf den Inseln (Heeres 1898; Roth 1891).
Zwischen 1800 und 1830 kamen gelegentlich Gruppen von Aupouri zu den Three Kings, aber eine dauerhafte Ansiedlung fand in dieser Zeit nicht statt. Erst in den 1830er Jahren ließen sich Tom Bowline und seine Familie, Nachkommen von Toumaramara, auf Great Island nieder und legten große Gärten an. Bis 1840 hatten jedoch die letzten Maori-Bewohner die Three Kings verlassen (Cheeseman 1888).
Die Einführung von Ziegen im 19. Jahrhundert hatte einen bedeutenden Einfluss auf die Vegetation und die archäologischen Merkmale der Insel. Fraser erfasste 1929 die ersten archäologischen Überreste, während Archey, 1948, dokumentierte Fragmente von geschnitzten Totara und Sargkisten aus den Grabhöhlen. Spätere Besuche und Beobachtungen von Archäologen, wie Ian Lawlor im Jahr 1979, lieferten detaillierte Pläne von Mauerwerkselementen in verschiedenen Tälern (Fraser 1929; Archey 1948).
Jüngere Beobachtungen wurden bei Besuchen gemacht, die von der Offshore Islands Research Group im Dezember 1982 und November/Dezember 1983 organisiert wurden. Die archäologischen Merkmale von North East Island, Great Island, Tasman Valley, Castaway Valley und anderen Orten wurden bei diesen Besuchen dokumentiert (Offshore Islands Research Group).
Die Interpretation der archäologischen Beweise legt nahe, dass die prähistorischen Maori die Three Kings Islands ausgiebig für Kultur, Behausung und Fischfang nutzten. Das Fehlen von Verteidigungsstrukturen deutet darauf hin, dass die Maori die natürliche Isolation und die Verteidigungsanlagen der Inseln als ausreichend für ihren Schutz ansahen.
Hayward führte 1985 eine umfassende archäologische Studie auf den Three Kings Inseln durch, die wertvolle Informationen über die prähistorische Nutzung der Inseln durch die Maori lieferte. Die Untersuchungen umfassten mehrere Orte auf Great Island, South West Island, Princes Islands und West Island. Die archäologischen Funde beleuchteten verschiedene Aspekte des prähistorischen Lebens, darunter Siedlungen, Kulturen und deren Auswirkungen auf Biota.
Auf Great Island wies das Tasman Valley erhebliche Beweise für prähistorische Aktivitäten auf. Archäologische Elemente, einschließlich Steinhaufen und langgestreckter Terrassen, wurden im Ober- und Mittellauf des Tals beobachtet. Frühere Beobachtungen von Fraser (1929<, cit. opt.) deuteten auf eine beträchtliche Fläche prähistorischer Kultur hin, die auf etwa 30 Hektar geschätzt wurde. Darüber hinaus wurden Orte mit geradlinigen Gräben und kleineren, verstreuten Terrassen identifiziert, was auf unterschiedliche Landnutzungsmuster hindeutet.
Die größte Konzentration von Steinen und Terrassen wurde im Castaway Valley auf Great Island gefunden. Der Hang des Hügels wies zahlreiche Terrassen mit Steinstützmauern auf, was auf eine intensive Veränderung des Landes für den Ackerbau hindeutet. Erkennbare vorspringende Terrassen deuten auf das Vorhandensein von Wohnhäusern in diesem Gebiet hin.
Der nordöstliche Teil von Great Island, insbesondere die Hänge oberhalb der South East Bay, zeigt Spuren von kleinen Terrassen und vereinzelte Muschelablagerungen, die auf potentielle Siedlungsplätze hindeuten. Das Fehlen von Verteidigungsstrukturen auf den Inseln deutet darauf hin, dass die Maori-Bevölkerung sich auf die natürliche Isolation und die Verteidigung durch die Landschaft verließ.
West East Island, die zweitgrößte Insel der Gruppe, weist archäologische Merkmale auf dem südlichen Kamm auf, einschließlich künstlicher Terrassen mit Steinstützmauern. Die schwierige Topographie und die begrenzten Zugangspunkte von West Island lassen vermuten, dass sie für temporäre Aktivitäten genutzt werden könnte, vielleicht während der Schafsjagdsaison.
Die Prinzeninseln, kleine felsige Inseln zwischen den Inseln South West und West, haben keine bedeutenden archäologischen Spuren aufgedeckt. Obwohl Landungen auf der Nordseite einiger Inseln möglich waren, wurden von dem Forschungsteam von 1983 keine schlüssigen Funde gemeldet.
Haywards Interpretation der Archäologie hob Schlüsselaspekte des prähistorischen Lebens auf den Three Kings Islands hervor. Das Fehlen von Verteidigungsstrukturen deutet darauf hin, dass es keine wahrgenommenen Bedrohungen gab und die Verteilung der archäologischen Merkmale deutet auf eine strategische Nutzung der Landschaft für Kulturen und Siedlungen hin.
Die archäologischen Beweise deuten darauf hin, dass die prähistorische Maori-Bevölkerung auf den Three Kings Islands wahrscheinlich begrenzt war, mit einer geschätzten Population von weniger als 100 Individuen. Die Auswirkungen ihrer Aktivitäten auf die Biota, insbesondere die intensive Rodung der Küstenwälder, hatten nachhaltige ökologische Folgen, die zur Reduzierung und potenziellen Ausrottung endemischer Pflanzen- und Tierarten führten.
Haywards akribische Studie, die sich auf historische Dokumente und Feldbeobachtungen stützt, ermöglicht es, die prähistorische Präsenz der Maori auf den Three Kings Islands zu verstehen, wobei der Schwerpunkt auf ihrer Fähigkeit liegt, sich an die schwierige Umwelt der Insel anzupassen.
Die frühen Berichte und Beobachtungen von Fraser (1929, cit. opt.), einschließlich der Ideen über die weit verbreitete Natur der archäologischen Merkmale, liefern einen wertvollen historischen Kontext für die Studie. Das Vorhandensein von Begräbnishöhlen auf Great Island, auf die Archey (1948, zit. n. opt.) hingewiesen hat, bringt eine zusätzliche archäologische Tiefe mit sich, mit der Entdeckung von Totara-Skulpturen und menschlichen Überresten.
Baylis trug 1948 zum Verständnis der Vegetation von Great Island bei und bot einen Einblick in den ökologischen Kontext der prähistorischen Aktivitäten der Maori. Die detaillierten Aufzeichnungen von Cheeseman zwischen 1888 und 1891 auf den Three Kings Islands liefern historische Einblicke in die Flora und Fauna der Inseln und bieten eine vergleichende Perspektive, um die ökologischen Veränderungen im Laufe der Zeit zu bewerten.
Der historische Bericht von La Pérouse (im Jahr 1799), der über eine Reise um die Welt berichtet, gibt einen Einblick in das Aussehen der Inseln am Ende des 18. Jahrhunderts. Frühe europäische Dokumente und die traditionelle Geschichte der Maori, die bei der Interpretation der prähistorischen Bevölkerungsdynamik erwähnt werden, werden angedeutet, aber nicht explizit zitiert. Diese Quellen tragen zu einem breiteren historischen und ökologischen Verständnis der Three Kings Islands bei.

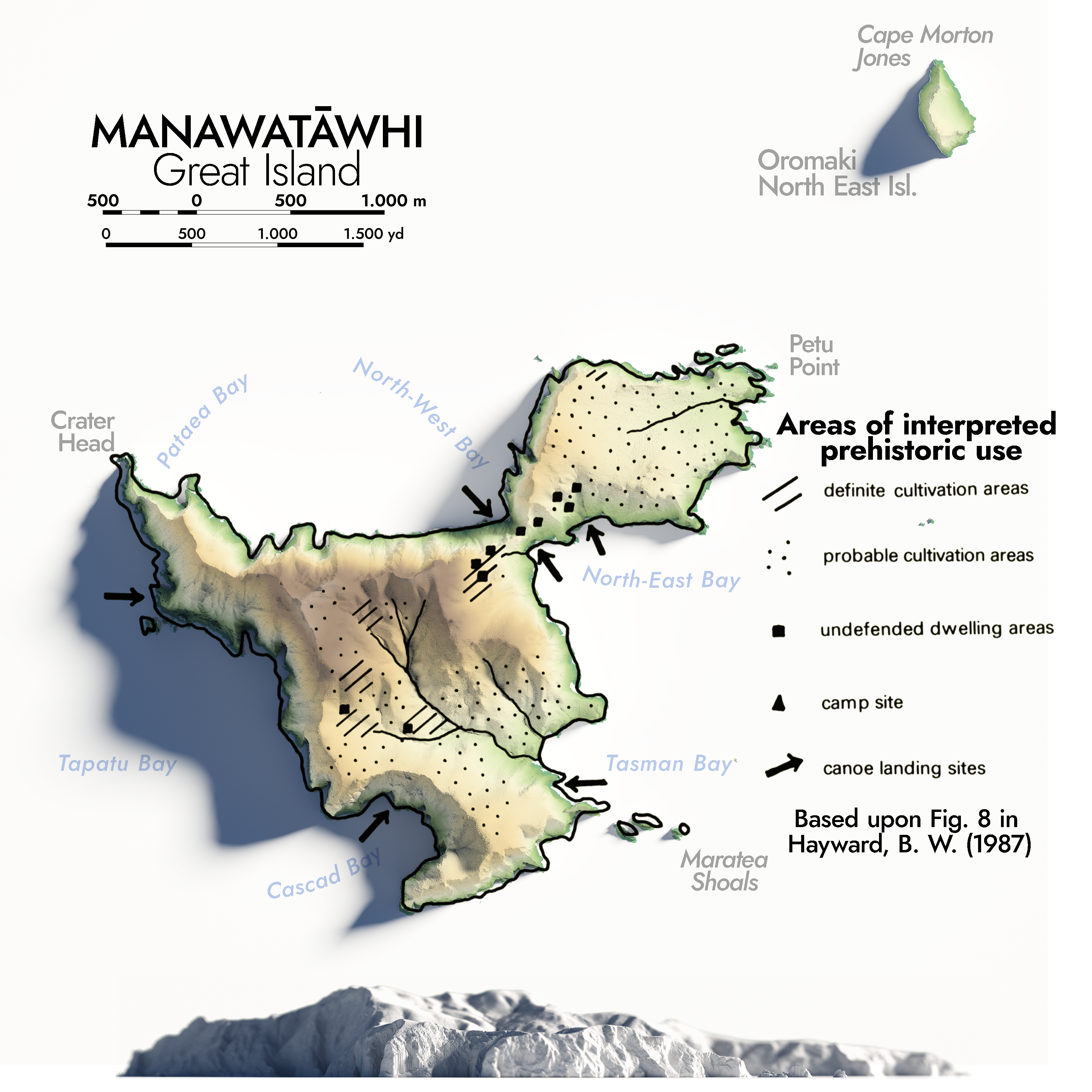
Karte mit den interpretierten prähistorischen Nutzungszonen, Überlagerung von Abb. 8 von Hayward, B. W. (1987) auf einer modernen Karte.

## Flora
1945 entdeckte Baylis auf der Insel die letzten Exemplare des Baumes Pennantia baylisiana, ein Kaikomako. Dieser Baum wurde als seltenste und gefährdetste Baumart der Welt erachtet. Obwohl ein Vermehrungsprogramm zu stabilen Beständen führte, wird die Art sorgsam überwacht. Andere auf den Inseln endemische Pflanzen sind Tecomanthe speciosa und Elingamita johnsonii. Die Inseln sind seit 1995 ein Naturschutzgebiet.
Das die Inseln umgebende Meer hat ein reiches Fischleben und zieht zahlreiche Taucher an. Eine weitere Sehenswürdigkeit für Taucher ist das Wrack der Elingamite, die hier am 9. November 1902 auflief.